# Ghurajb
Ghurajb (arab. غريب) – wieś w Syrii, w muhafazie Aleppo, w dystrykcie Ajn al-Arab. W 2004 roku liczyła 64 mieszkańców.